# جائزة أوروبا الكبرى 2010
جائزة أوروبا الكبرى 2010 هو سباق فورمولا 1 أقيم بتاريخ 27 يونيو 2010 في حلبة شوارع فالنسيا، بلنسية، إسبانيا. كان التاسع من أصل 19 في بطولة العالم لسباقات الفورمولا واحد موسم 2010. حلّ سباستيان فيتل أولا.